# Clanis
Clanis é um gênero de mariposa pertencente à família Bombycidae.

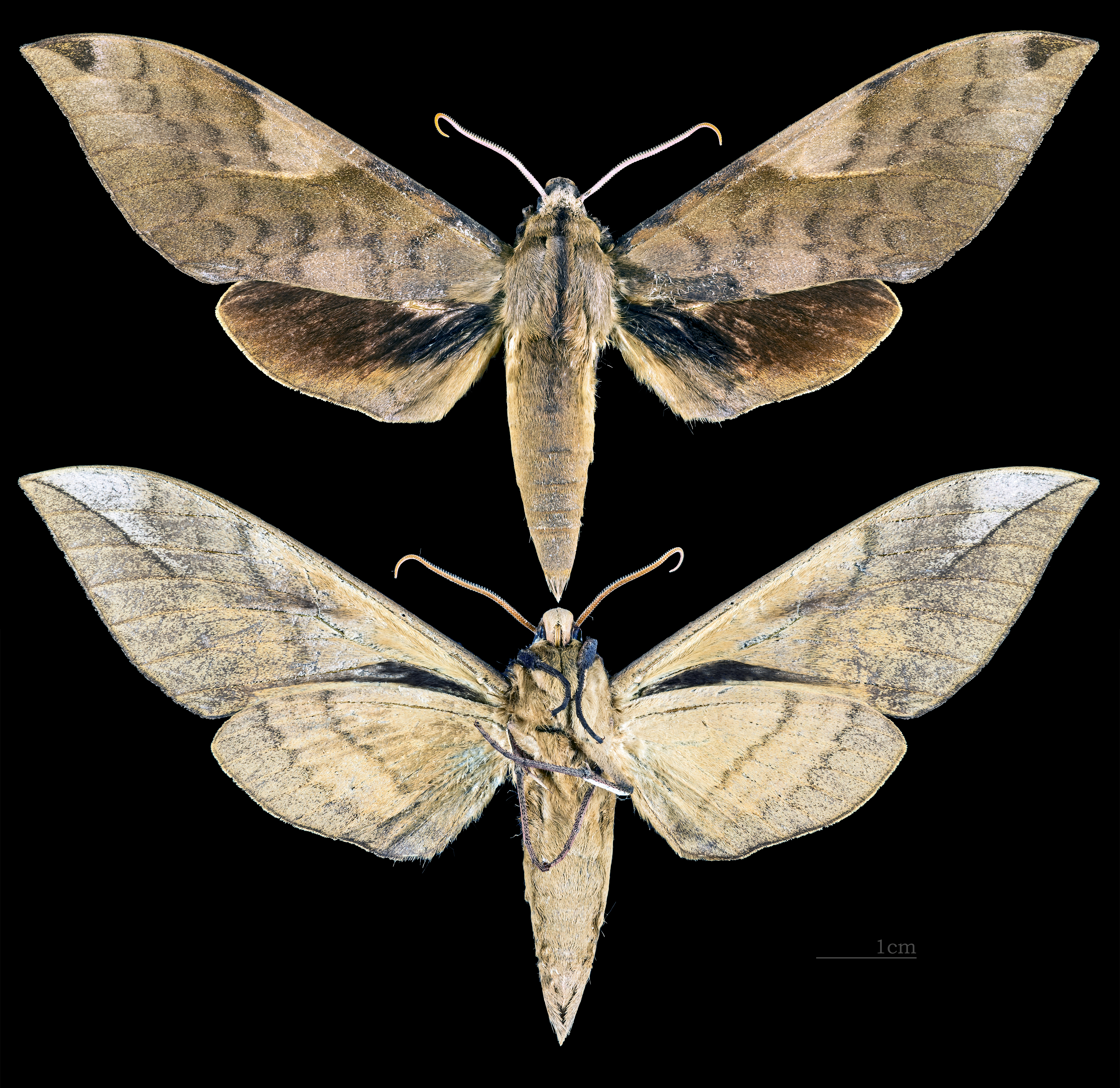
Clanis bilineata
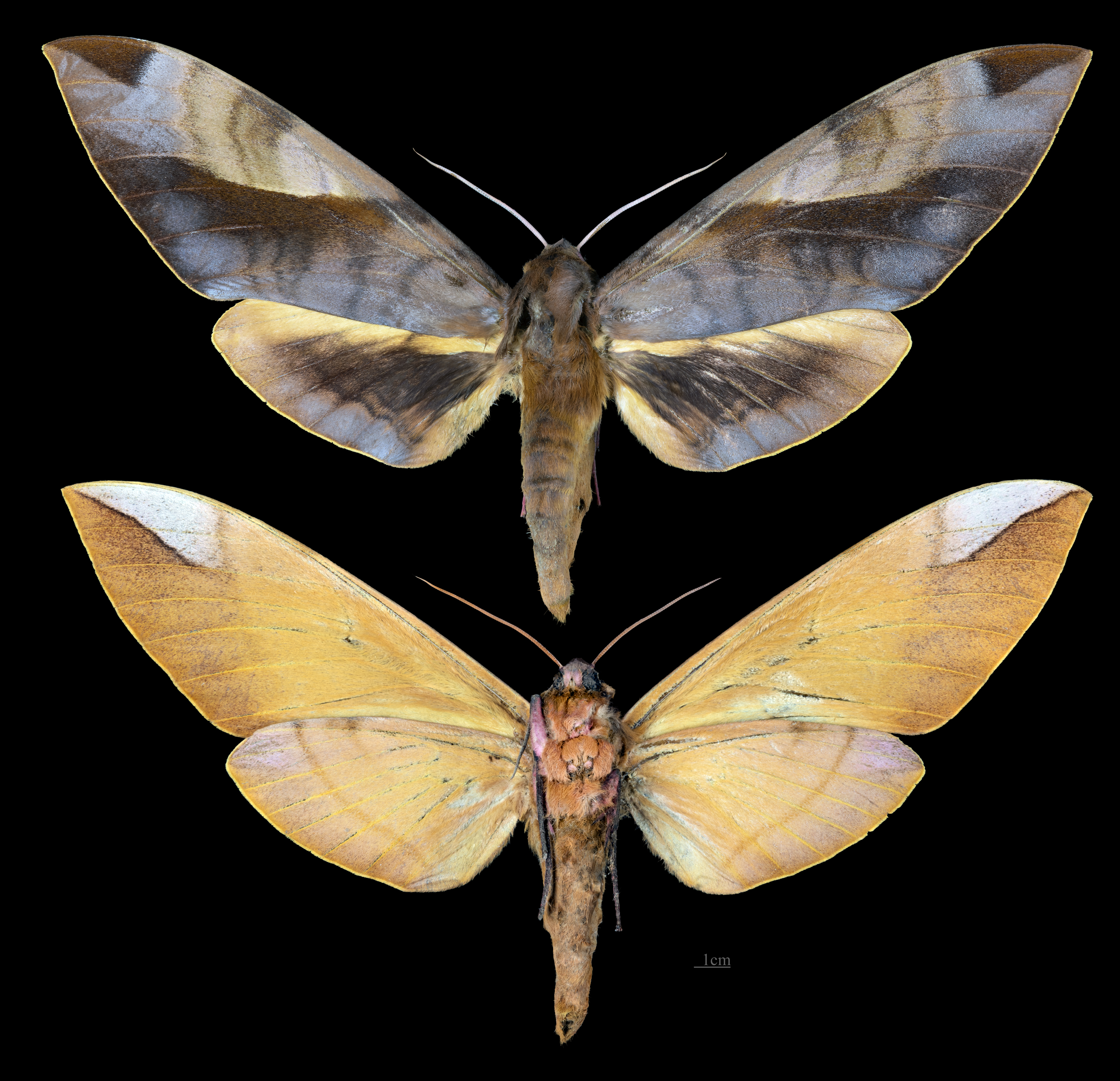
Clanis hyperion
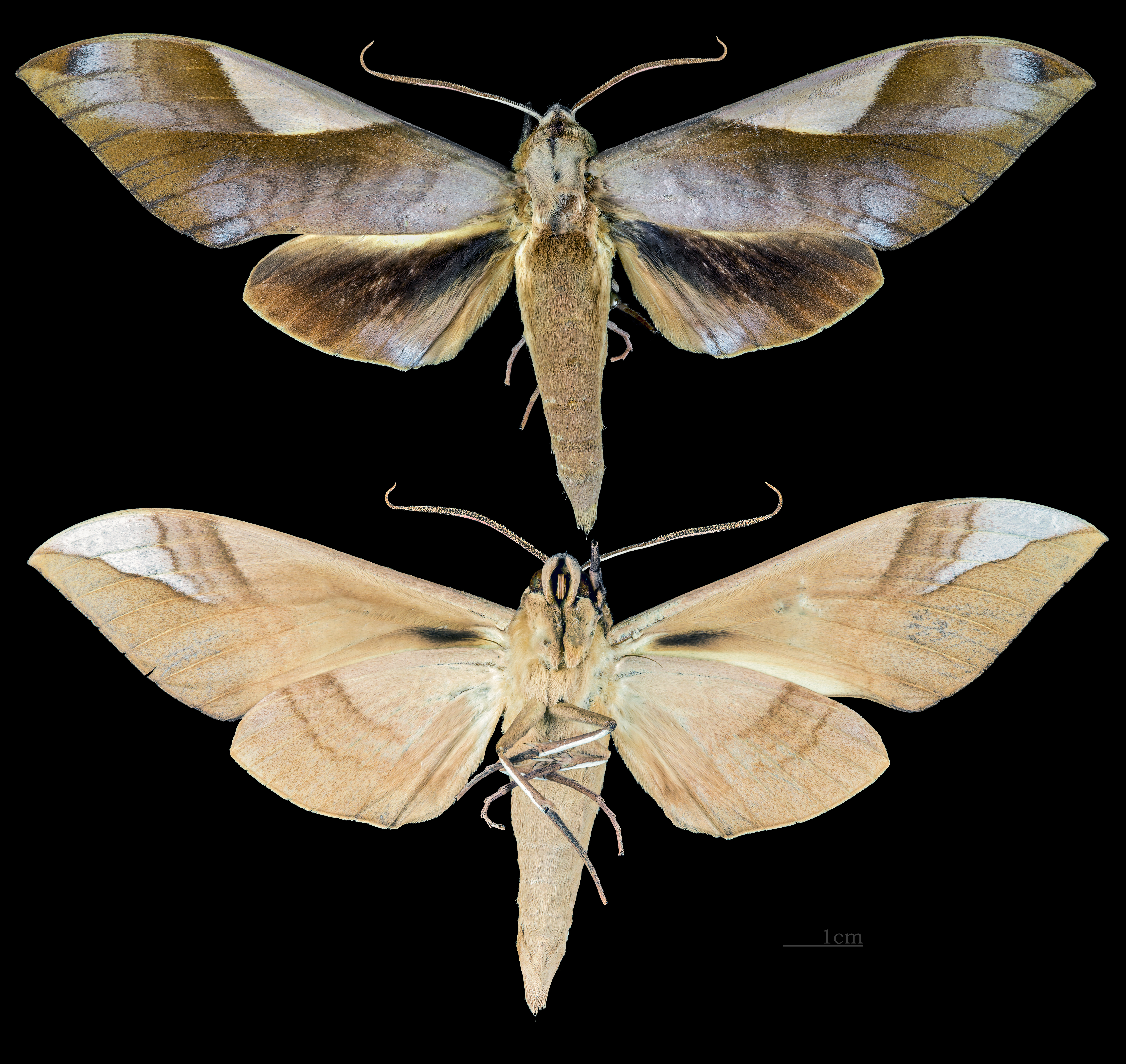
Clanis pratti
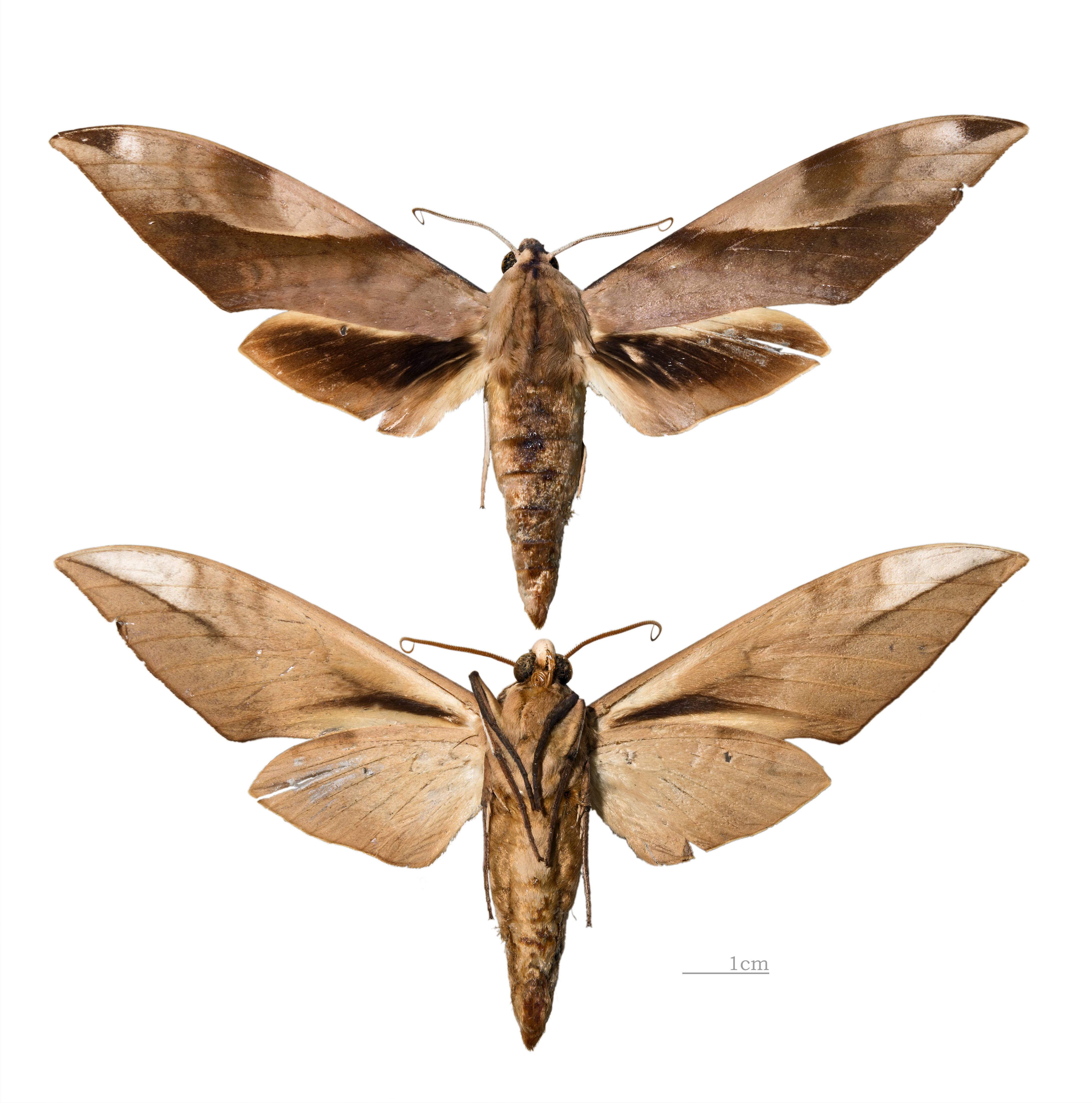
Clanis schwartzi
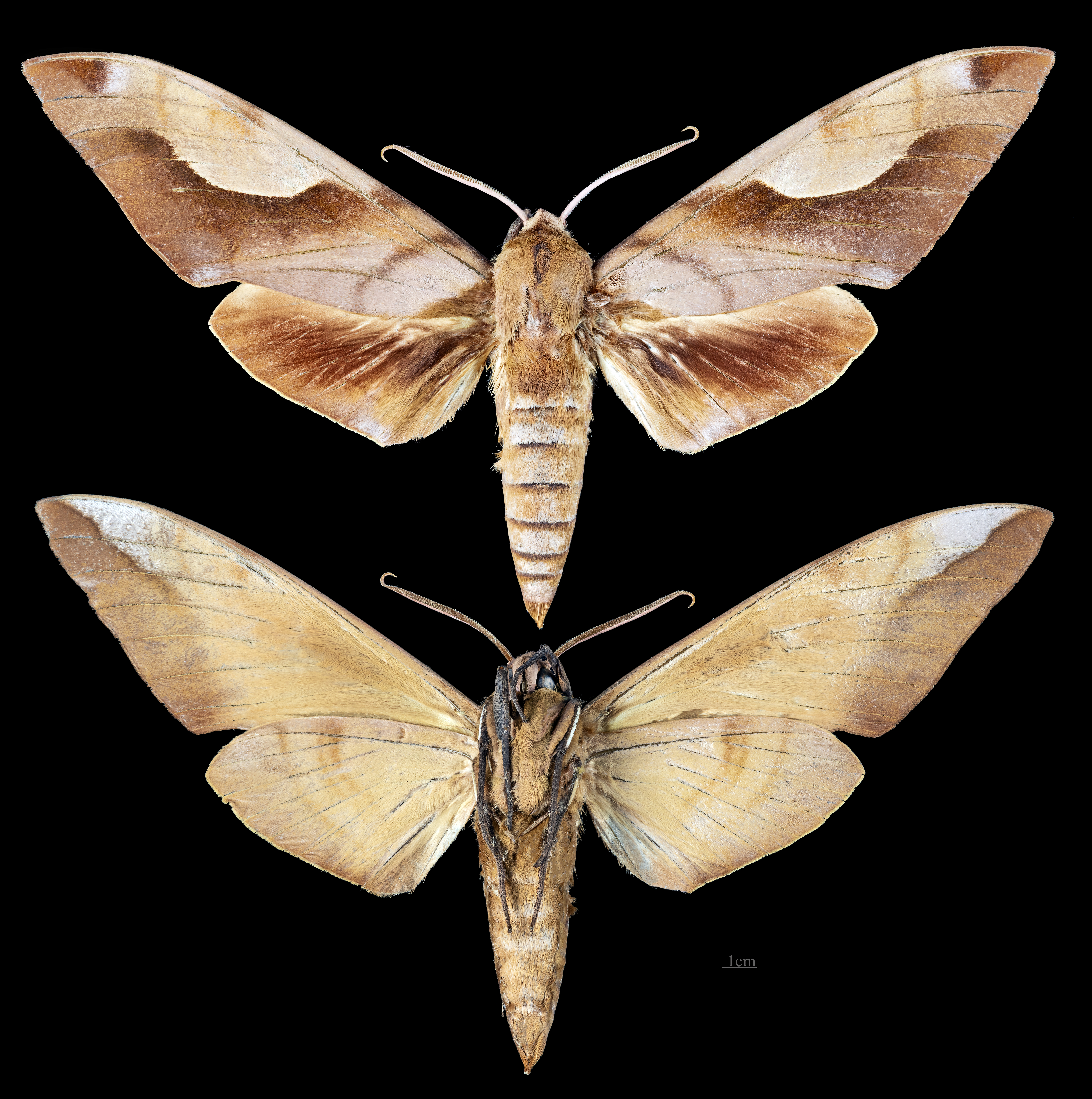
Clanis titan
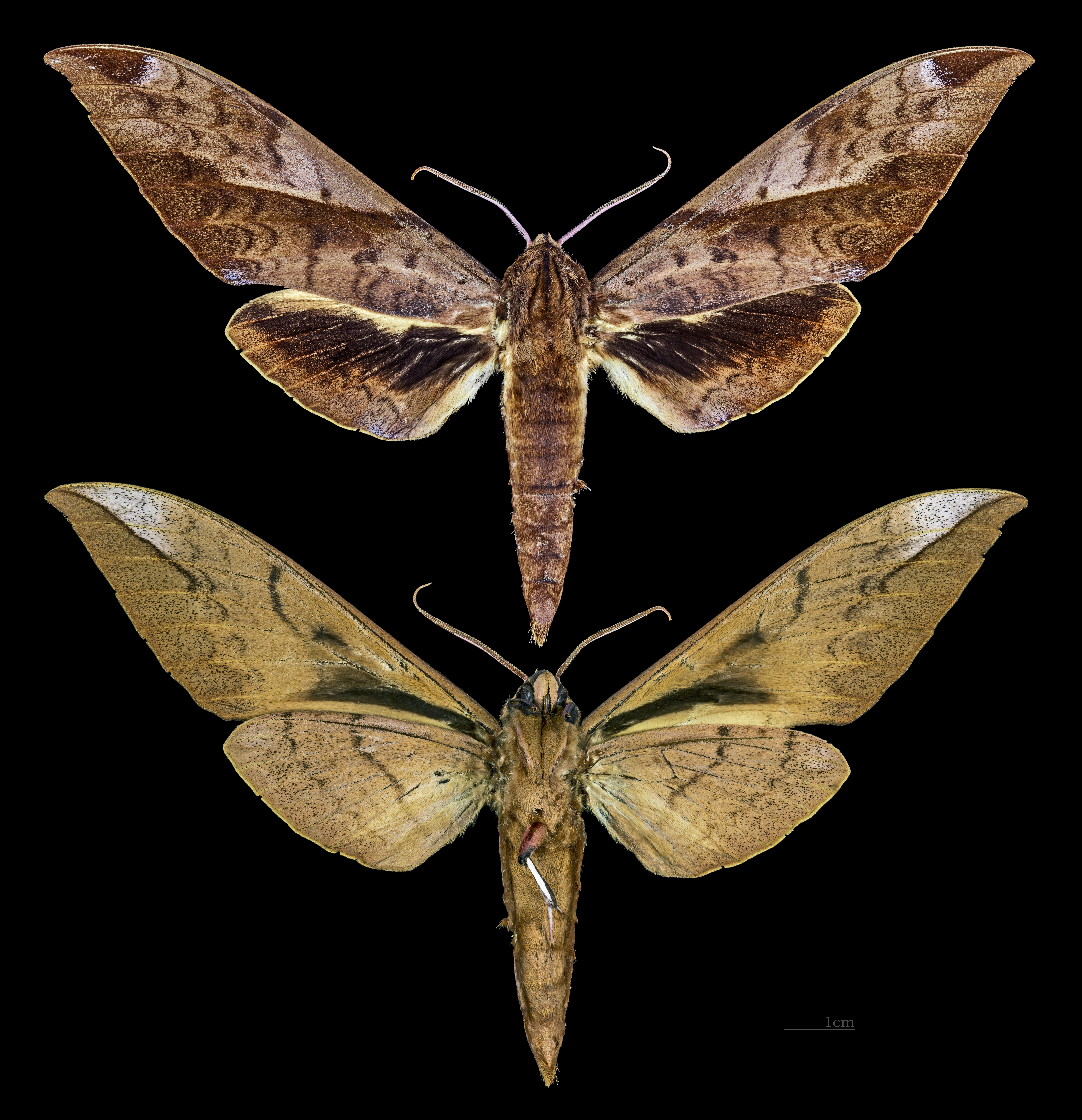
Clanis undulosa